# La Concepción, Copanatoyac
La Concepción är en ort i Mexiko.   Den ligger i kommunen Copanatoyac och delstaten Guerrero, i den sydöstra delen av landet, 230 km söder om huvudstaden Mexico City. La Concepción ligger 2 018 meter över havet och antalet invånare är 158.
Terrängen runt La Concepción är huvudsakligen kuperad, men österut är den bergig. Runt La Concepción är det ganska tätbefolkat, med 65 invånare per kvadratkilometer. Närmaste större samhälle är Malinaltepec, 14,4 km söder om La Concepción. I omgivningarna runt La Concepción växer huvudsakligen savannskog.